# (3126) Давыдов
(3126) Давыдов (лат. Davydov) — типичный астероид главного пояса, открыт 8 октября 1969 года советским астрономом Людмилой Черных в Крымской астрофизической обсерватории и 18 сентября 1986 года назван в честь поэта и военного Дениса Давыдова.

## Обнаружение и именование
(3126) Давыдов
Открыт 8 октября 1969 года в Научном Л. И. Черных.
Назван в память об офицере, писателе и поэте Денисе Васильевиче Давыдове (1784—1839), герое Отечественной войны 1812 года.
Оригинальный текст (англ.)3126 Davydov
Discovered 1969-10-08 by Chernykh, L. at Nauchnyj.
Named in memory of Denis Vasilʹevich Davydov (1784—1839), officer, writer and poet, hero of the war of 1812 in Russia.
Источники: DISCOVERY.DB; M.P.C. 11160.

## Орбита

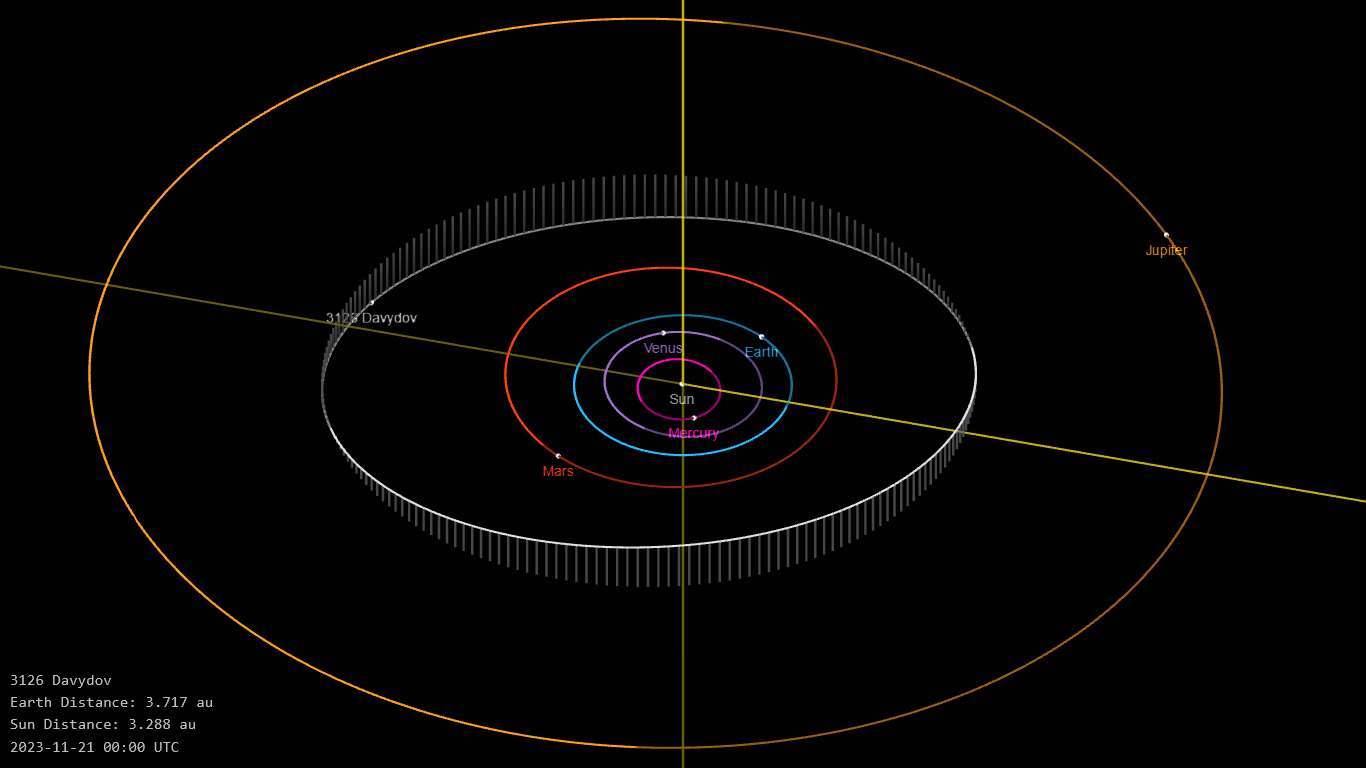
Орбита астероида Давыдов и его положение в Солнечной системе

## Физические характеристики
Астероид относится к таксономическому классу K.
По результатам наблюдений в видимом и ближнем инфракрасном диапазоне космического телескопа NEOWISE и наблюдений в инфракрасном диапазоне спутника Akari диаметр астероида сначала оценивался равным 13,836±0,190 км, позже — 15,19±1,06 км, 13,95±3,08 км и 13,571±0,148 км. Согласно тем же источникам альбедо оценивается как 0,1469±0,0173, 0,193±0,028, 0,08±0,04 и 0,168±0,021.